# Independencia megye (Chaco)
Independencia (spanyol nevének jelentése: függetlenség) egy megye Argentínában, Chaco tartományban. A megye székhelye Campo Largo.

## Települések
A megye 3 nagyobb településből (Localidades) áll:
- Avia Terai
- Campo Largo
- Napenay

Kisebb települései (Parajes):